# آرنه أندرسون
آرنه أندرسون (بالسويدية: Arne Andersson)‏ (13 مارس 1921 السويد - 23 فبراير 2003) هو لاعب كرة قدم سويدي سابق كان يلعب كلاعب وسط.